# SM-veckan 2018 (vinter)
SM-veckan vinter 2018 hålls i Skellefteå 20–26 mars och är den nionde upplagan av SM-veckan. Tävlingarna är ett samarrangemang mellan Skellefteå kommun, Riksidrottsförbundet och Sveriges Television. De alpina grenarna avgörs i Tärnaby.

## Sporter
- Alpinrodel
- Alpint (slalom, parallellslalom, storslalom)
- Casting
- Cricket
- Crosskart
- Curling
- Cykeltrial
- Danssport
- Draghundsport
- Freeskiing (big air, slopestyle)
- Issegling
- Jujutsu
- Klättring
- Längdskidåkning
- Puckelpist
- Radiostyrd bilsport
- Rally (sprint)
- Rallycross
- Rullstolsinnebandy
- Skicross
- Skidorientering
- Snowboard (big air, slopestyle)
- Stadioncross (snöskoter)
- Styrkelyft
- Squash
- Taekwondo
- X-trial

### Fotnoter
1. ↑  ”Här idrotterna för SM-veckan vinter i Skellefteå” (på svenska). Skellefteå. 5 september 2017. Arkiverad från originalet den 27 mars 2018. https://web.archive.org/web/20180327084553/http://portal.skelleftea.se/nyhet/2017-09-05/har_idrotterna_for_smveckan_vinter_i_skelleftea?iAcceptCookies=1. Läst 27 mars 2018.